# Zmróżka paskowana
Zmróżka paskowana (Cryptocephalus vittatus) – gatunek chrząszcza z rodziny stonkowatych i podrodziny Cryptocephalinae.

## Taksonomia
Gatunek po raz pierwszy został naukowo opisany w 1775 roku przez Johana Christiana Fabriciusa.

## Morfologia
Chrząszcz o krępym, walcowatym ciele długości od 3,2 do 4,5 mm. Głowa jest ubarwiona całkowicie czarno. Czułki mają brunatnoczerwone nasady i ciemnieją ku wierzchołkom. Przedplecze jest całkiem czarne, błyszczące, ze stosunkowo nielicznymi i bardzo drobnymi punktami. Tarczka jest czarna. Pokrywy są żółte z czarnym wzorem, który obejmuje wąski pasek poprzeczny na przedniej krawędzi oraz po dwie szerokie smugi podłużne na każdej pokrywie, zwykle łączące się w tyle pokrywy; boczne krawędzie pokryw oraz ich epipleury pozostają żółte, natomiast listewka krawędziowa tylnej części pokryw jest czarna. Delikatne punkty na pokrywach tworzą rządki, które jednak stają się bardzo nieregularne na wciskach za guzami barkowymi i w okolicach tarczki. Spód ciała i odnóża są całkowicie czarne.

## Ekologia i występowanie
Owad ten preferuje środowiska suche. Zasiedla pobrzeża lasów, śródleśne polany, miedze, suche łąki, murawy, ugory, stanowiska ruderalne, pastwiska, przydroża, parki i ogrody. Owady dorosłe aktywne są od maja do sierpnia. Wśród ich roślin żywicielskich wymienia się janowiec barwierski, żarnowiec miotlasty oraz różne jasnotowate, w tym jastruny, krwawniki, wrotycz pospolity, złocienie. Z kolei roślinami pokarmowymi larw są wyłącznie lub niemal wyłącznie złocienie.
Gatunek palearktyczny, znany jest z Portugalii, Hiszpanii, Irlandii, Wielkiej Brytanii, Francji, Belgii, Luksemburga. Holandii, Niemiec, Szwajcarii, Liechtensteinu, Austrii, Włoch, Danii, Szwecji, Łotwy, Litwy, Polski, Czech, Słowacji, Węgier, Białorusi, Ukrainy, Rumunii, Mołdawii, Bułgarii, Słowenii, Chorwacji, Bośni i Hercegowiny, Serbii, Czarnogóry, Macedonii Północnej i Rosji. W Polsce jest owadem spotykanym nieczęsto, ale miejscami licznym.